# Золотостепское муниципальное образование
Золотостепское муниципальное образование — сельское поселение в Советском районе Саратовской области Российской Федерации.
Административный центр — село Александровка.

## История
Статус и границы сельского поселения установлены Законом Саратовской области от 29 декабря 2004 года N 119-ЗСО «О муниципальных образованиях, входящих в состав Советского муниципального района».

## Население
| 2010  | 2011  | 2012  | 2013  | 2014  | 2015  | 2016  |
| ----- | ----- | ----- | ----- | ----- | ----- | ----- |
| 2426  | ↘2424 | ↘2421 | ↘2396 | ↘2395 | ↘2379 | →2379 |
| 2017  | 2018  | 2019  | 2020  | 2021  |       |       |
| ↗2423 | ↘2409 | ↘2336 | ↘2312 | ↘1975 |       |       |

## Состав сельского поселения
| № | Населённый пункт | Тип населённого пункта       | Население |
| - | ---------------- | ---------------------------- | --------- |
| 1 | Александровка    | село, административный центр | ↘1113     |
| 2 | Золотая Степь    | село                         | ↗1313     |